# Калишский статут

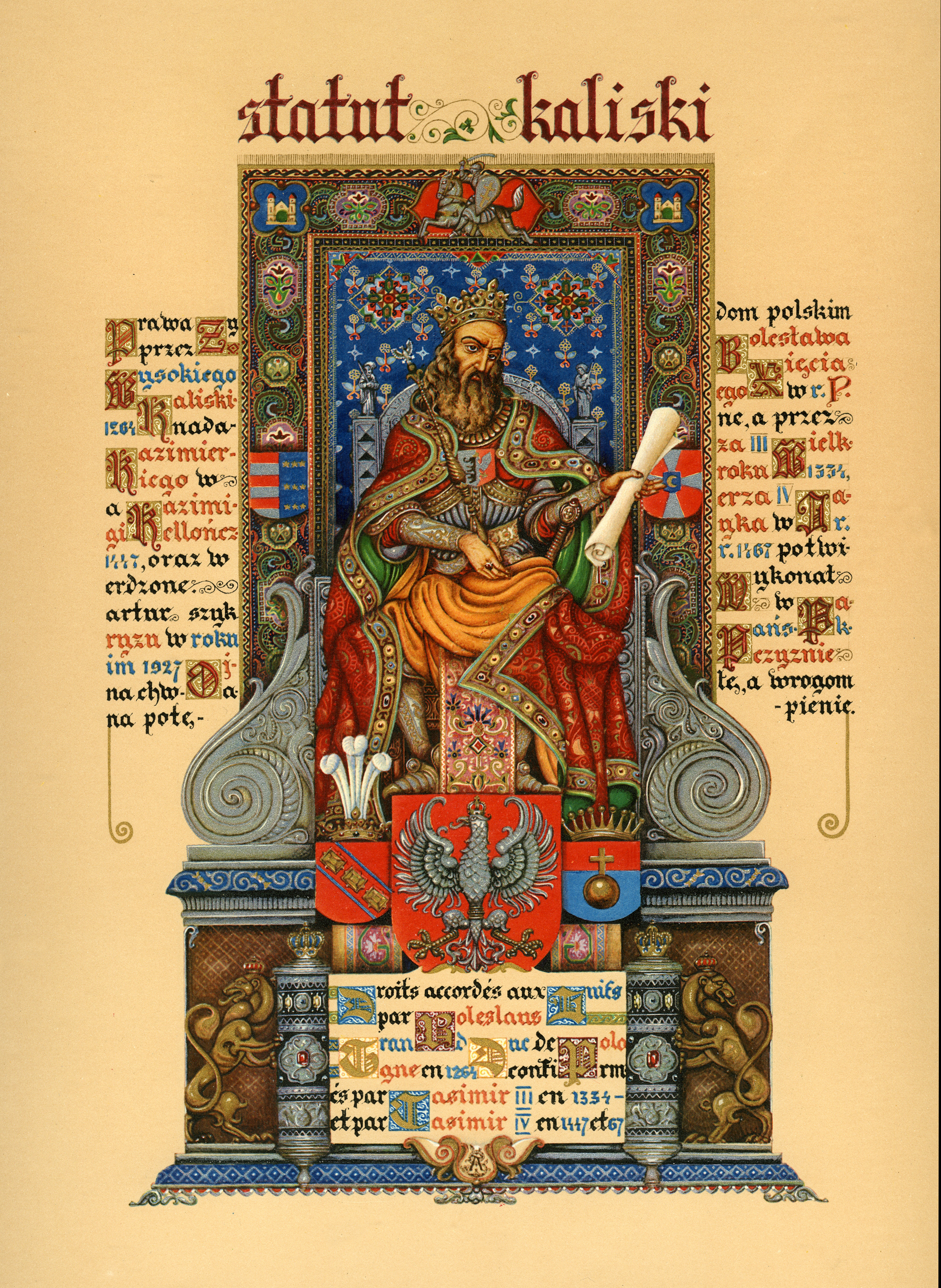
Артур Шик. Фронтиспис издания Калишского статута 1927 г.

«Калишский статут» — документ, подписанный калишским князем Болеславом Благочестивым 8 сентября 1264 года в Калише. Калишский статут устанавливал специальные еврейские суды и особые суды для разбора дел между евреями и христианами. Он гарантировал личную свободу и безопасность евреев, свободу вероисповедания, перемещения и торговли.

## История
После объединения Польши статут был подтверждён некоторыми польскими королями, правившими позднее: Казимиром III в 1334 году, Казимиром IV в 1453 году и Сигизмундом I в 1539 году. 
В то время правители Западной Европы вынуждали евреев эмигрировать (Англия и Франция в 1290 году, Испания в 1492 году). Практически это означало, что правитель отбирал всё имущество у евреев и высылал их за пределы страны. Ограбление евреев было основным мотивом, хотя эти акции оправдывались религиозными соображениями. Благодаря статуту в страну прибыли специалисты по различным ремеслам, торговым и финансовым операциям.
Польские евреи оценили возможности, которые предоставила им Польша, и внесли значительный вклад в её развитие. Их лояльность также была важна для правителя. После создания Речи Посполитой роль евреев как банкиров и кредиторов стала важной. Слабая налоговая система зачастую не могла обеспечить достаточных средств для функционирования государства (дворянство почти не платило налогов). Дополнительную финансовую выгоду для страны принесла практика взимания дополнительного налога за возможность исповедовать иудаизм. Еврейские подданные в Польше были свободными людьми, которым разрешалось торговать, а не крепостными, и поэтому в дальнейшем пользовались религиозной терпимостью страны, закрепленной Варшавской конфедерацией 1573 года.

## Обсуждение подлинности
Польский историк-юрист Ромуальд Губе после анализа источников, счёл, что ни оригинал статута, ни его заверенные копии не существуют, а текст был сфальсифицирован в 1400-х годах  в политических целях.
Эта точка зрения не подтверждается современными учёными.

## Современные издания
В 1920-х годах польско-еврейский художник и активист Артур Шик (1894—1951) проиллюстрировал Калишский статут циклом из 45 миниатюр, нарисованных акварелью и гуашью. Помимо этого Шик перевёл текст Статута с латинского, на котором он был опубликован в оригинале на польский, иврит, идиш, итальянский, немецкий, английский и испанский языки.